# Seebach (Francja)
Seebach – miejscowość i gmina we Francji, w regionie Grand Est, w departamencie Dolny Ren.

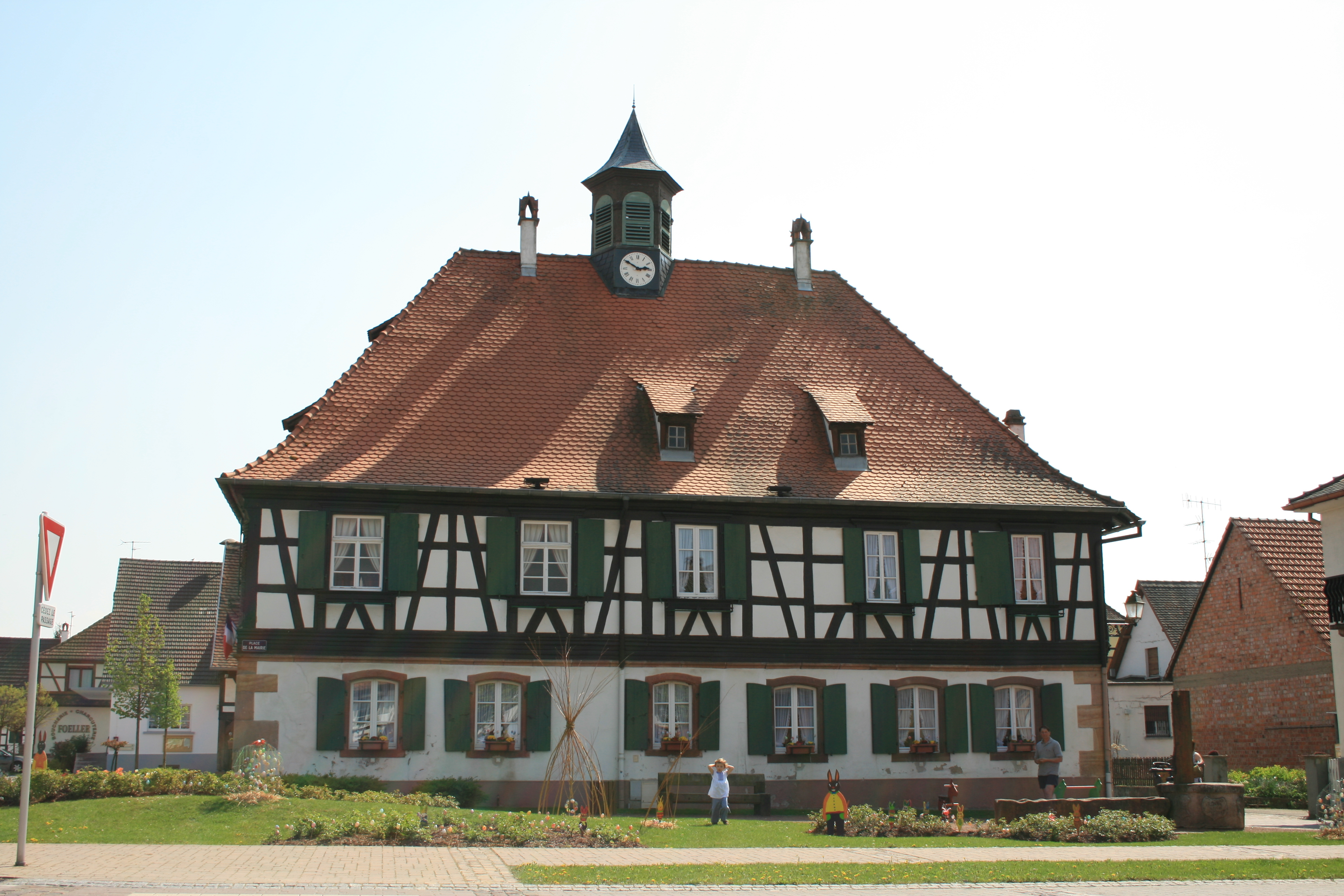
Seebach

Według danych na rok 1990 gminę zamieszkiwało 1541 osób, a gęstość zaludnienia wynosiła 90 osób/km² (wśród 903 gmin Alzacji Seebach plasuje się na 182. miejscu pod względem liczby ludności, natomiast pod względem powierzchni na miejscu 104.).